# Prokljan-See
Der Prokljan-See oder Prukljan-See (kroatisch Prukljansko jezero) ist mit einer Fläche von 11,5 km² der viertgrößte See Kroatiens und liegt zwischen Šibenik und Skradin in unmittelbarer Nähe des Nationalparks Krka. Gespeist wird der See durch die Flüsse Krka und Guduča.
Da der Prukljan-See durch einen natürlichen Kanal (Kanal Sv. Ante) mit dem Adriatischen Meer verbunden ist, ist er strenggenommen kein See, sondern eine Meeresbucht.

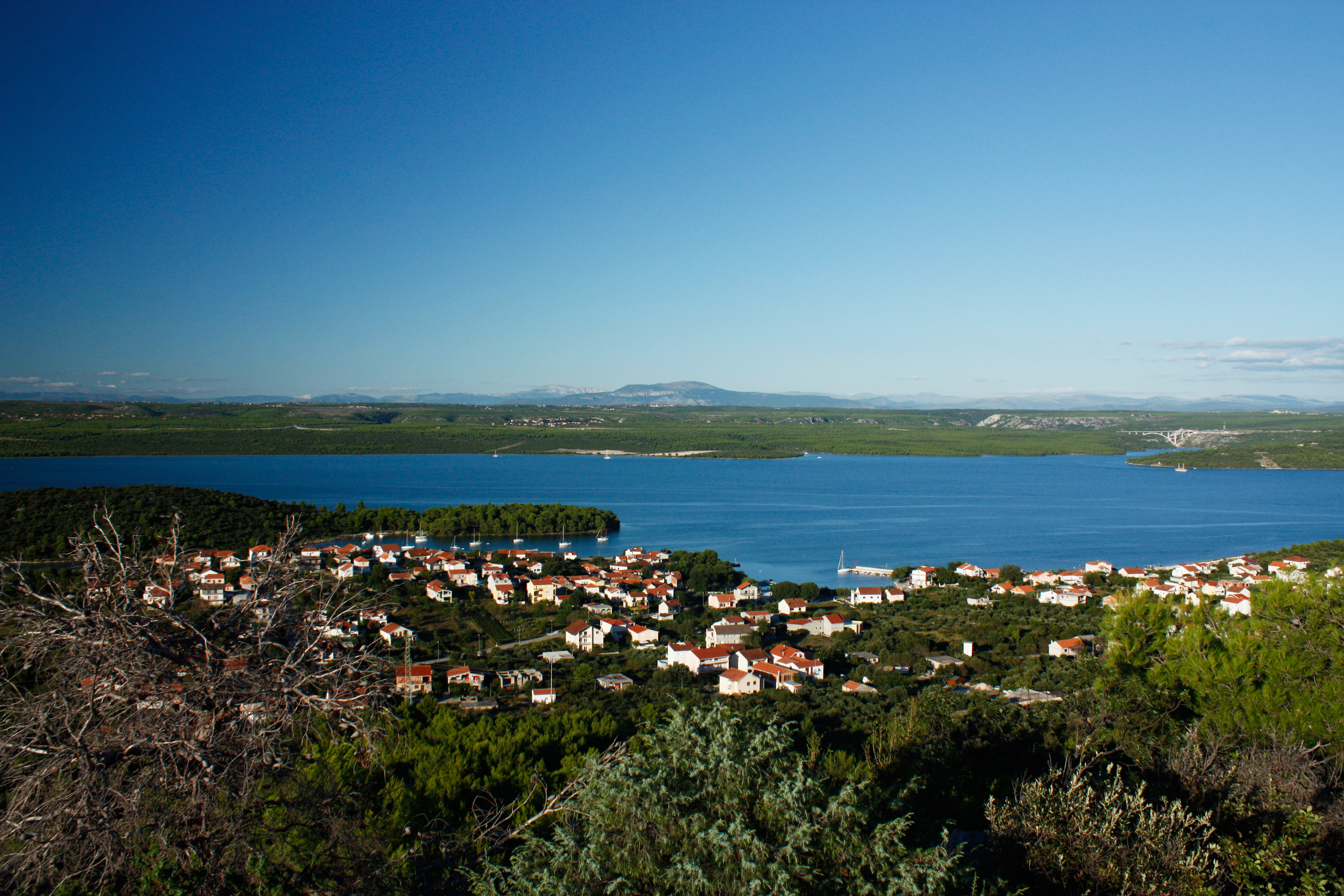
Ortschaft Raslina und der Prukljan-See

## Geographie
Die Entfernung zum offenen Meer beträgt ca. 7 km Luftlinie und auf dem Seeweg ca. 12 km. Folgende Orte befinden sich am Ufer: Raslina, Bilice und das kleine, namensgebende Dorf Prukljan. Ferner gehören die Orte Bićine, Skradin und Zaton zum gesellschaftlichen Einflussbereich.
Das Gewässer hat eine Länge von 6,7 km und eine Breite von 2,8 km. Die Küstenlinie beträgt 28,8 km. Die maximale Tiefe beträgt 22 m.

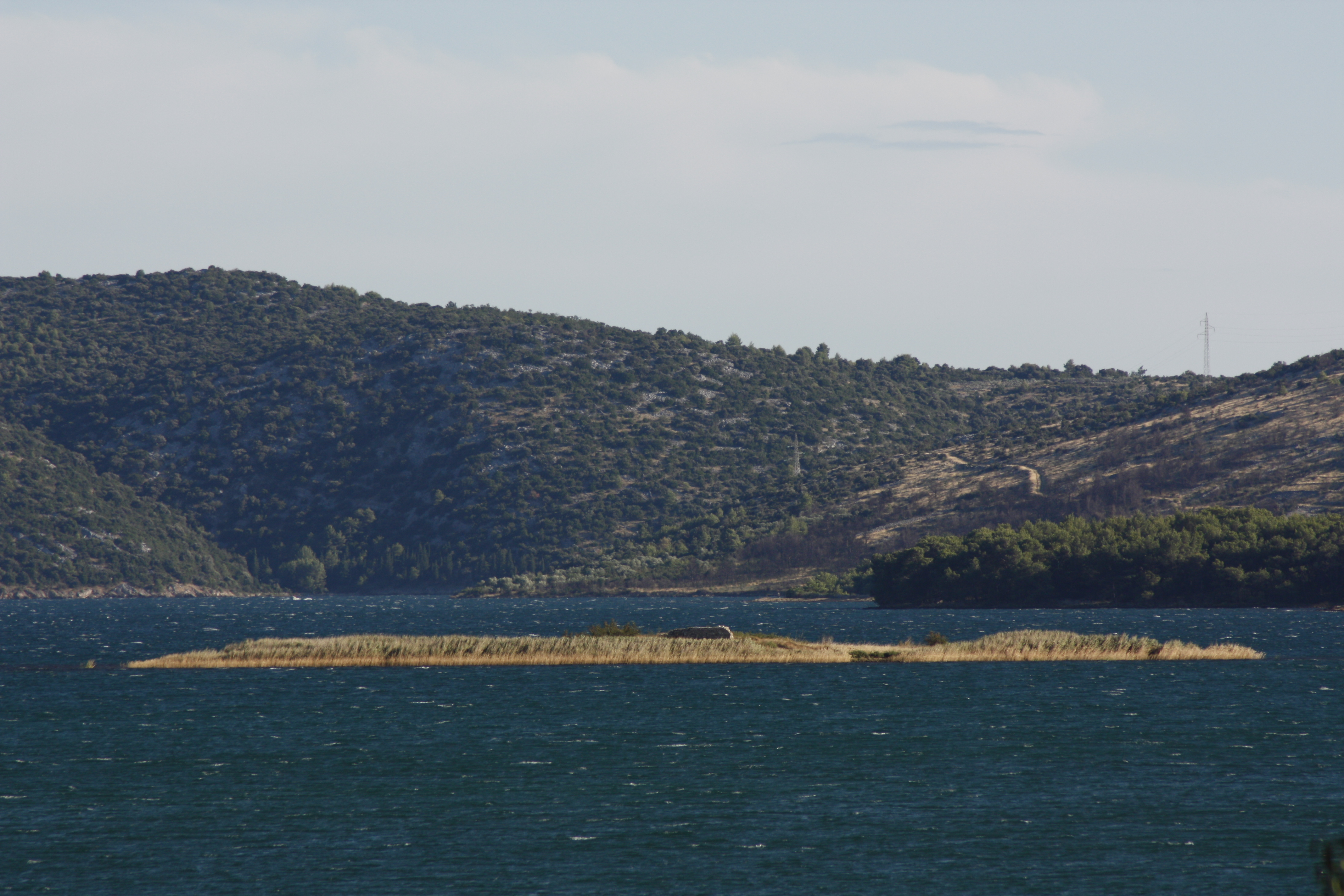
Die Insel Stipanac

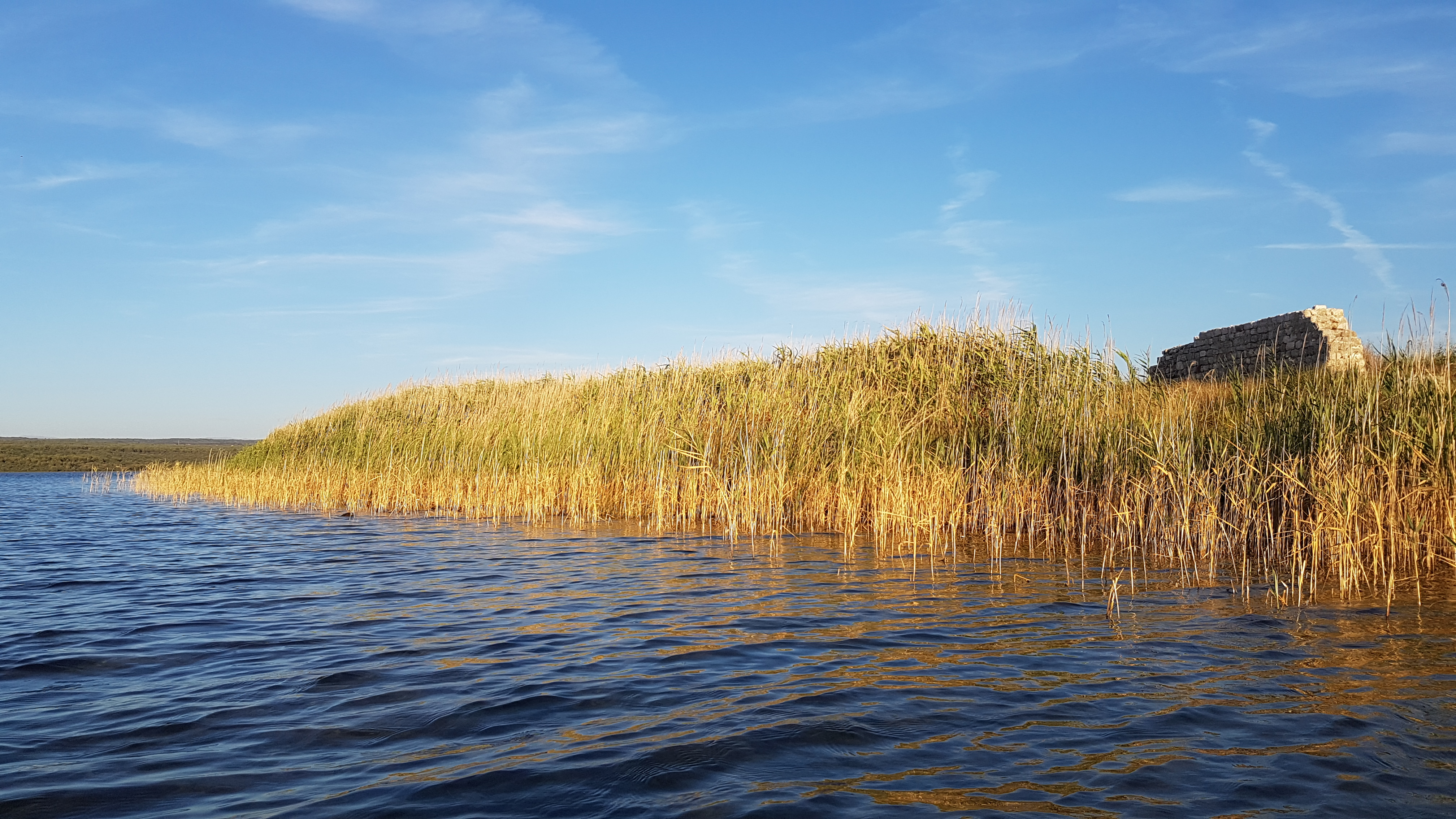
Insel Stipanac Nahaufnahme

Im Norden befindet sich die kleine Insel Stipanac, auf welcher die Mauern einer ehemaligen Kirche noch stehen. Bis zum Jahr 1985 befand sich dort noch ein Rundbogen, welcher jedoch bei Übungen von Löschflugzeugen des Typs Canadair CL-215 zerstört wurde, die das Gemäuer als Übungsziel benutzt haben. Die Insel Stipanac ist über einen versunkenen Weg mit dem Nordufer verbunden. Bei ruhiger See kann der Weg mit bloßen Auge auf dem Grund in wenigen Metern Tiefe gesehen werden. Der Weg stammt aus einer Zeit, als der Meeresspiegel deutlich tiefer lag.
Der Prukljan-See entstand vor ca. 8500 Jahren als sich der Meeresspiegel um 90–95 m anhob.

## Hydrochemie
Mit den Gezeiten und je nach Windrichtung fließt auch Salzwasser in den Prukljan-See. So kommt es, dass in den tieferen Schichten vornehmlich Salzwasser zu finden ist und in den oberen Schichten eher Süßwasser (Ghyben-Herzberg-Gleichung). Stellenweise ist dieses Verhältnis jedoch umgekehrt – und zwar dort wo Karstgrundwasser aus dem Seeboden quillt. Bei Skradin an der Mündung der Krka beträgt der Salzgehalt 2–8 ‰ und steigt mit der Tiefe stark an. Bei einer Tiefe von 5–8 m liegt der Salzgehalt teils über 36 ‰. So spricht man hier von Brackwasser.

## Sonstiges
Da die Attribute für einen See nicht erfüllt werden, wurde 2012 angedacht den Prukljan-See in Zukunft als Bucht zu titulieren. Auf Vorstoß des Ortsvorstehers von Raslina, Ivan Rajić, wurde 2014 angeregt, weder die Bezeichnung See noch Bucht zu verwenden, sondern ihn einfach in „Prukljan“ umzubenennen, wie es auch im Volksmund gesprochen wird.
Im Ersten Weltkrieg nützte die k.u.k Marine den See als geschützten Stützpunkt. Auch Schiffe des Österreichischen Lloyd wurden hier vor Angriffen geschützt aufgelegt.

## Fischfang
Im Prukljan-See kann während des ganzen Jahres gefischt werden. Aufgrund der Besonderheit, dass sowohl Süß- als auch Salzwasser zu finden ist, können sowohl Süßwasserfische als auch Meerestiere gefangen werden. Zu diesen gehören:
- Goldbrasse
- Pilotfisch
- Pelamide
- Thunfisch
- Tintenfisch
- Kalmare
- Aal
- Dorsch
- Forelle